# هری نیسونن
هری نیسونن (فنلاندی: Harri Nyyssönen؛ زادهٔ ۱۵ نوامبر ۱۹۶۵) بازیکن فوتبال اهل فنلاند بود.
از باشگاه‌هایی که در آن بازی کرده‌است می‌توان به باشگاه فوتبال هاکا و باشگاه فوتبال کوپیون پالوسئورا اشاره کرد.
وی همچنین در تیم ملی فوتبال فنلاند بازی کرده‌است.